# Bleckede
Bleckede är en stad i Landkreis Lüneburg i förbundslandet Niedersachsen i Tyskland.